# Ramat Gan
Ramat Gan  (héberül רמת גן) izraeli város.

## Fekvése
A város Tel-Aviv mellett található.

## Története
Ramat Gant 1921-ben mezőgazdasági településként alapították.

## Látnivalók
- Safari nevű állatkert
- Harry Oppenheimer Diamond Museum
- Mosche Aviv Tower

## Galéria

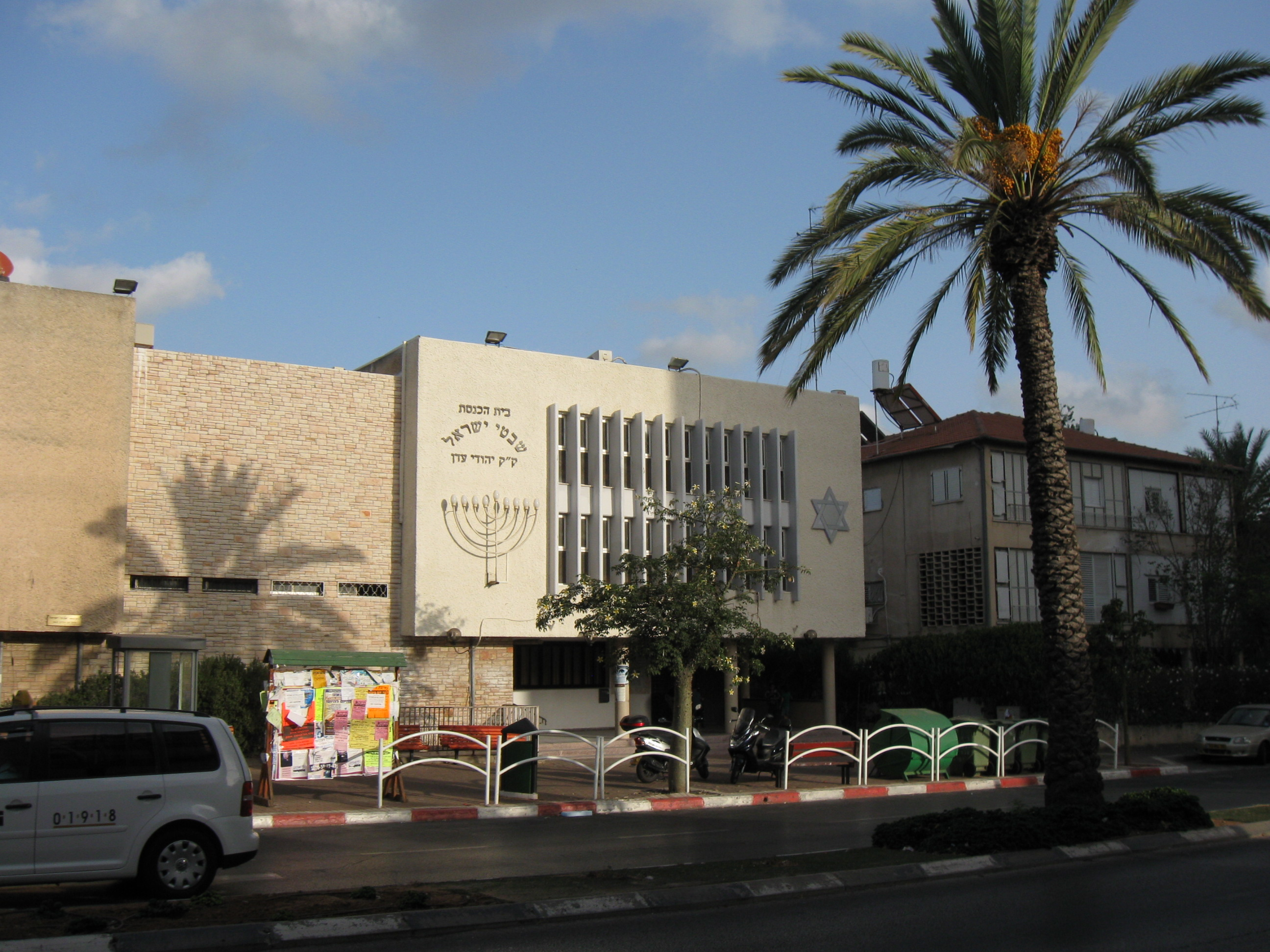
A zsinagóga
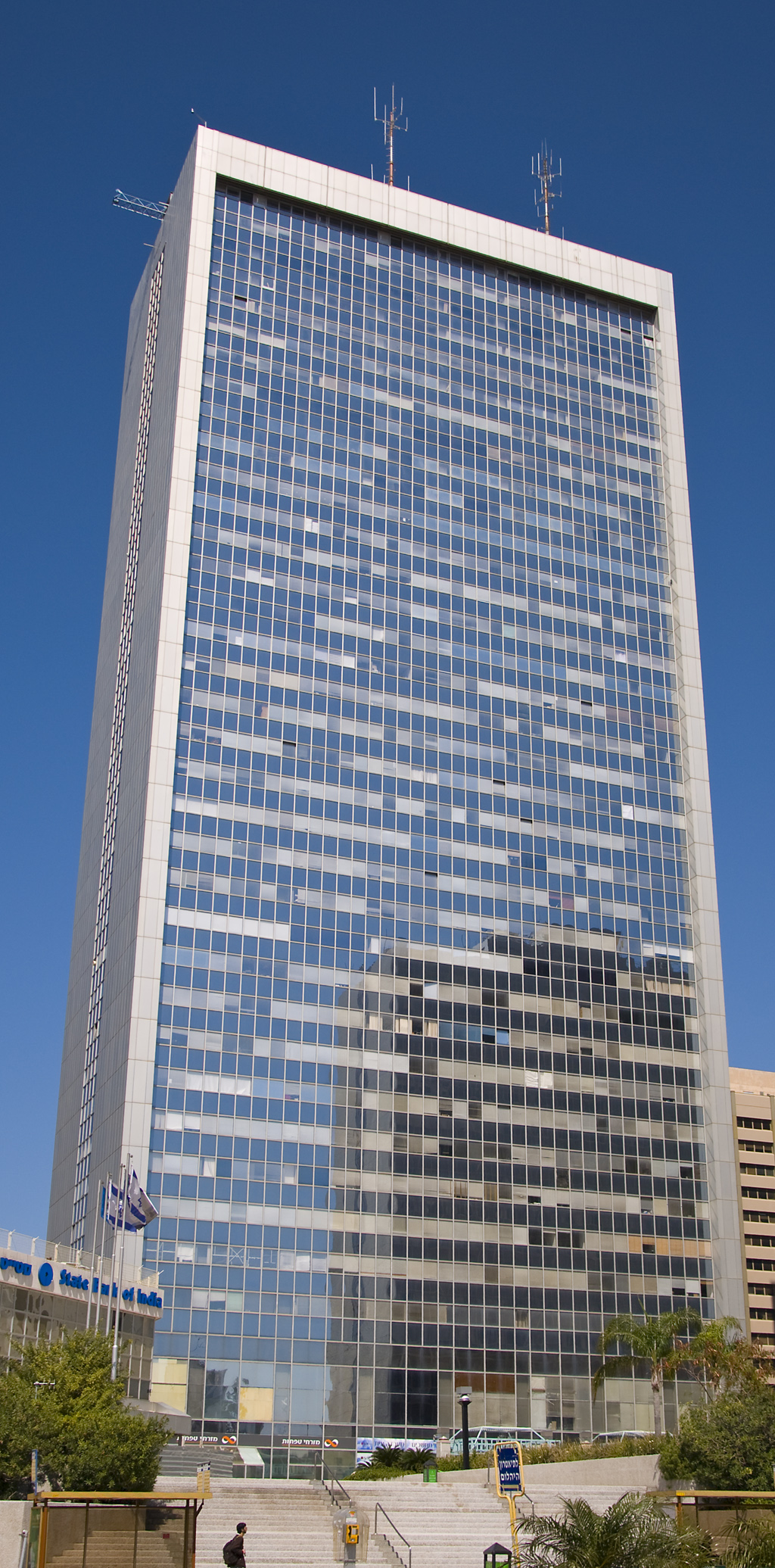
A Diamond Tower
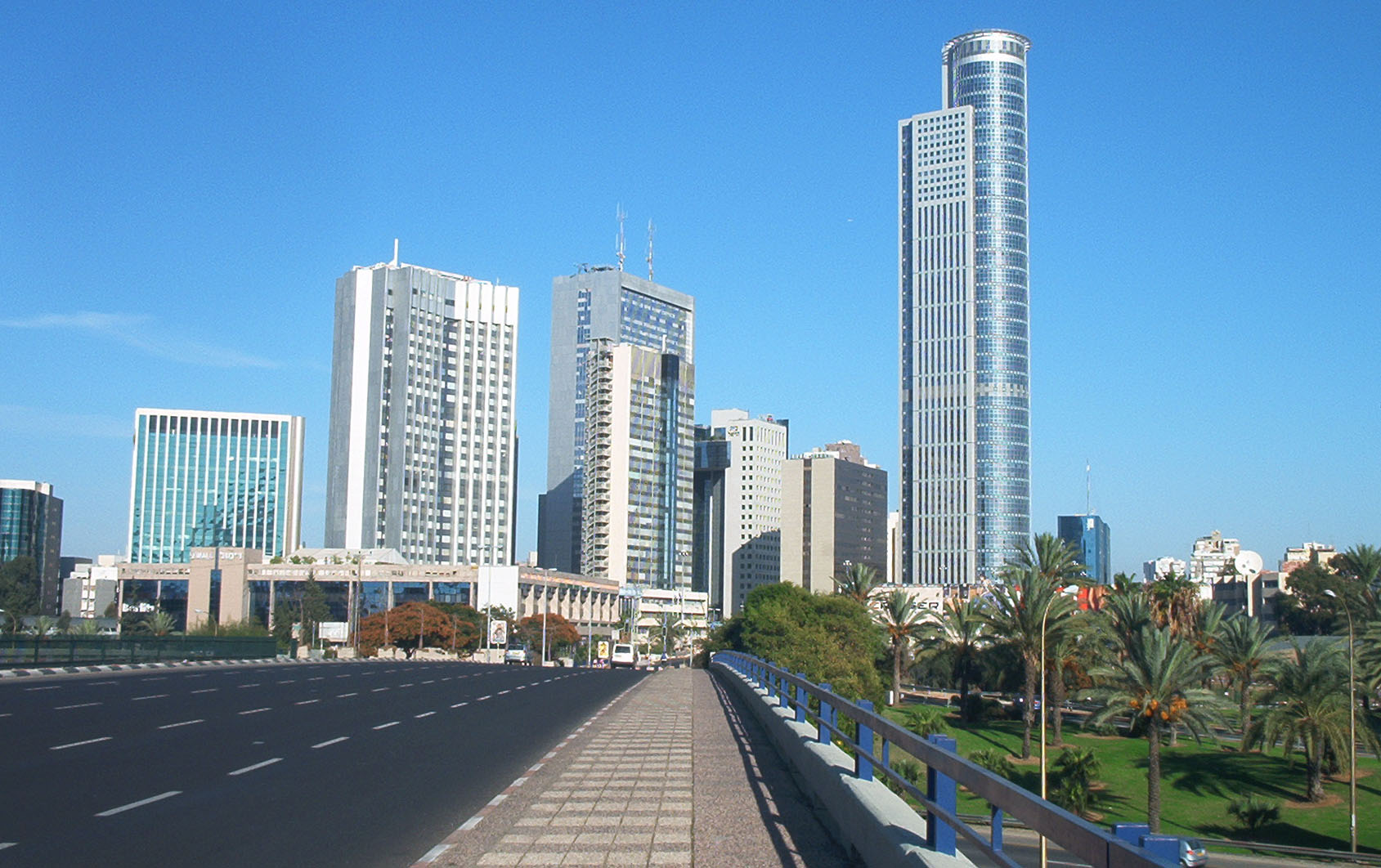
A Diamond Exchange District
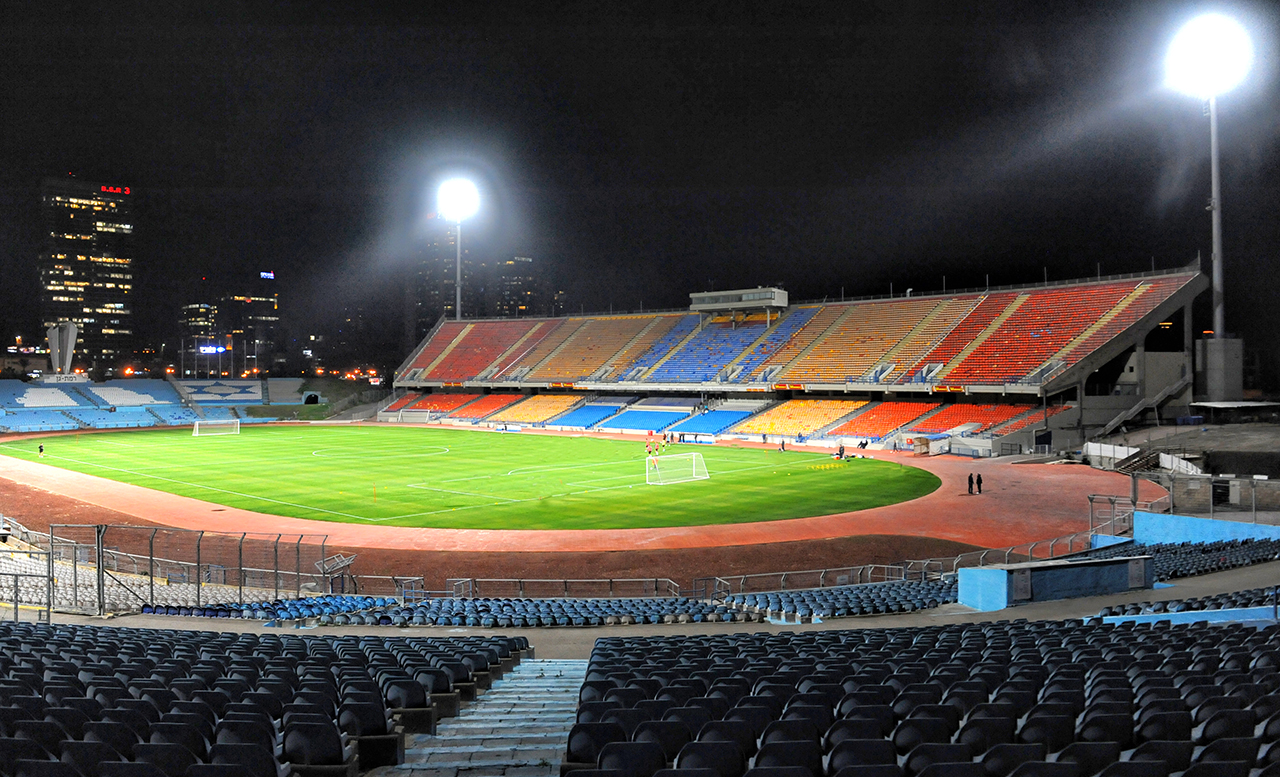
Ramat Gan Stadion
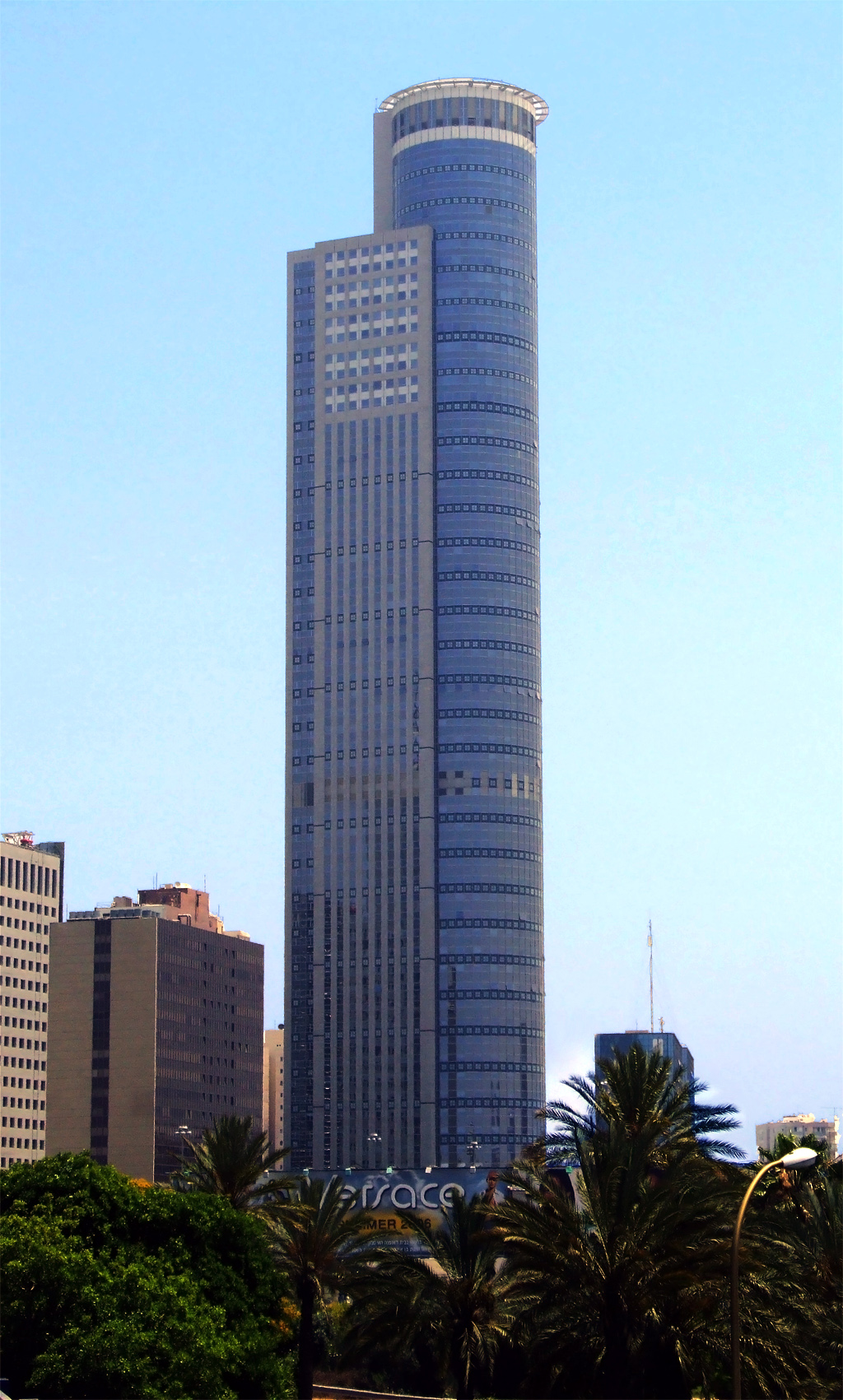
A Mosche Aviv Tower
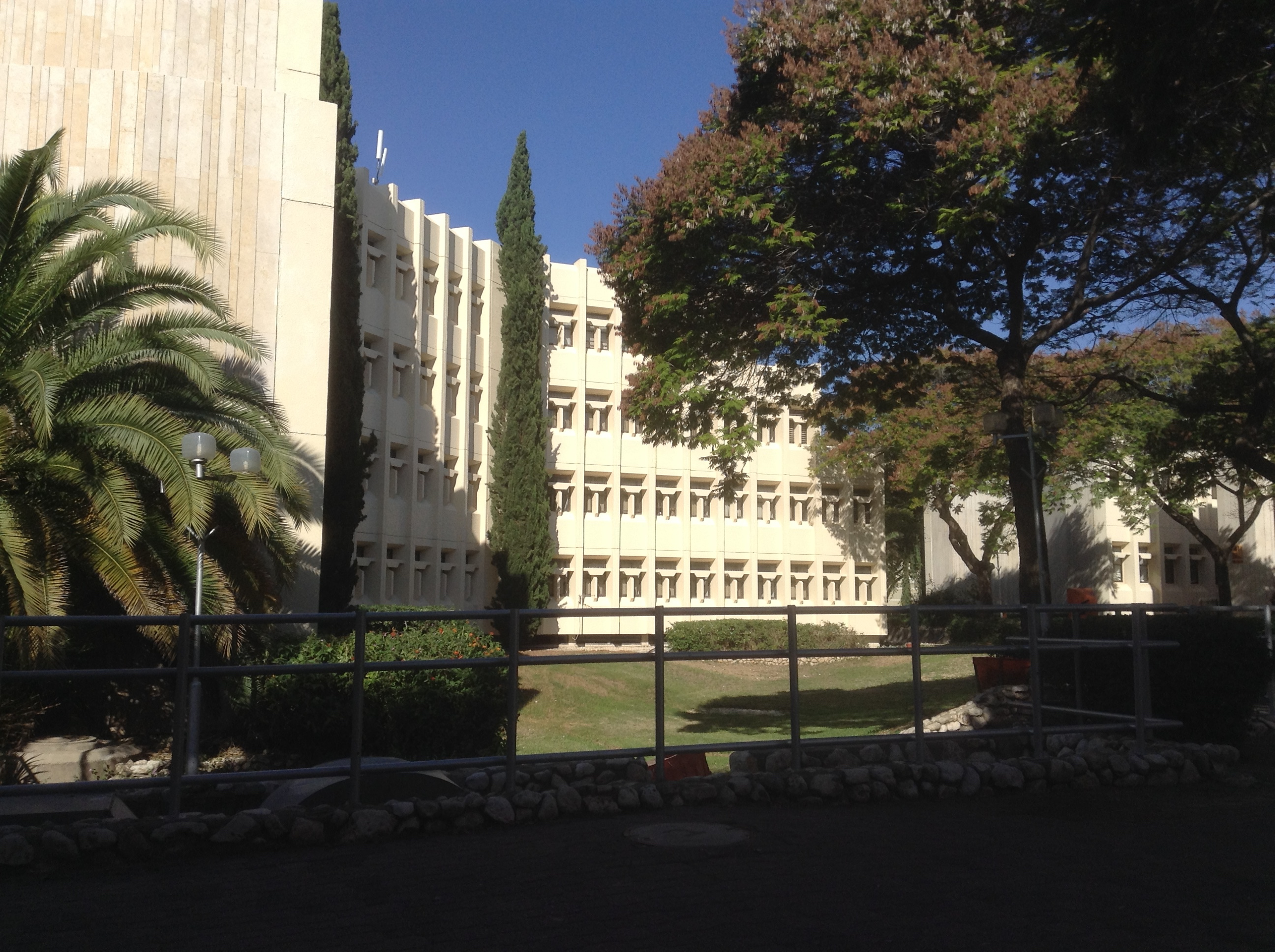
egyetemi épület

## Népesség

### Népességének változása
| Lakosok száma | 17 162 | 66 400 | 97 900 | 119 300 | 120 400 | 115 500 | 122 200 | 126 600 | 145 900 | 159 200 |
|               | 1948   | 1956   | 1963   | 1971    | 1979    | 1986    | 1994    | 2002    | 2010    | 2018    |